# Yves de Gaulle
Pour les autres membres de la famille, voir Famille de Gaulle.
Yves de Gaulle, né le 1er septembre 1951, est un haut fonctionnaire puis entrepreneur français.

## Biographie

### Famille et formation
Yves Michel Louis Henri de Gaulle naît le 1er septembre 1951 à Rabat (Maroc) du mariage de Philippe de Gaulle et d'Henriette de Montalembert.
Il passe son enfance au Maroc où son père était en poste temporairement en tant qu'officier de marine ea grandit ensuite à Paris où il est scolarisé depuis l'âge de dix ans.
Il est père de deux enfants,.

### Études secondaires et supérieures
Au moment des événements de mai 1968, il est scolarisé au collège Saint-Jean-de-Passy
Il est licencié en sciences économiques, diplômé de l'Institut d'études politiques de Paris (section Service public, promotion 1973).

### Carrière professionnelle
Ancien élève de l'École nationale d'administration (promotion André-Malraux 1975-1977), il fait ses débuts en tant qu'administrateur civil au ministère des Finances à la direction du Trésor. De 1986 à 1989, il est secrétaire général de la Commission des privatisations.
Après quatorze années passées au service de l'État, où son dernier grade fut d'être conseiller référendaire à la Cour des Comptes, il connaît une première expérience dans le privé en 1989 : il est avocat d'affaires aux cabinets KPMG Fidal puis Jeantet et Associés. Après cette expérience en structure d'affaires, il quitte ce cabinet et est cadre dirigeant au sein des AGF qui l'envoient en Espagne. Il est ensuite de 1998 à 2001 directeur général du groupe Euler. Il est enfin nommé secrétaire général du groupe Suez puis termine ses activités en tant que dirigeant en 2012 de la Compagnie nationale du Rhône (CNR).

## Publications
- Un autre regard sur mon grand-père Charles de Gaulle, Paris, Plon, 2016, 278 p. (ISBN 978-2-259-24911-9).
Âgé de 19 ans, il passe ses vacances d'été de 1970 à La Boisserie, chez son grand-père Charles de Gaulle avec qui il aura de nombreuses discussions. Ce dernier été avec son grand-père fera l'objet de son livre Un autre regard sur mon grand-père Charles de Gaulle[6], publié en 2016 aux éditions Plon.
- Ma République. Apocryphe de Charles de Gaulle, éditions de l'Observatoire, 2019.

## Décorations
- Commandeur de la Légion d'honneur Il est fait chevalier le 28 mars 1997[7], promu officier le 13 juillet 2006[8], puis commandeur le 13 juillet 2023[9].

## Pour approfondir